# Resident Evil Village
Resident Evil Village, in Japan als Biohazard Village bekannt, ist ein First-Person-Survival-Horror-Spiel, das von Capcom entwickelt und veröffentlicht wurde. Es ist der zehnte große Teil der Resident-Evil-Serie und die Fortsetzung von Resident Evil 7: Biohazard. Das Spiel wurde auf dem PlayStation-5-Reveal-Event im Juni 2020 angekündigt und am 7. Mai 2021 für Google Stadia, Microsoft Windows, PlayStation 4, PlayStation 5, Xbox One und Xbox Series veröffentlicht. Im Herbst 2022 folgte die macOS-Portierung für Apple Silicon-Prozessoren.

## Gameplay
Wie Resident Evil 7 wurde das Spiel auf der RE Engine entwickelt und wird aus der Egoperspektive gespielt, wobei Ethan Winters als Protagonist zurückkehrt. Das Inventarverwaltungssystem ähnelt dem von Resident Evil 4, mit einem Aktenkoffer. Das Spiel bietet auch die Rückkehr von „The Merchant“, der nun unter dem Namen „The Duke“ auftritt und ein größeres, beleibteres Aussehen vorweist. An verschiedenen Plätzen im Spiel bietet er verschiedene Dinge wie Waffen, Munition und Heilgegenstände zum Verkauf an. Der Spieler oder die Spielerin kann bei ihm auch gefundene Objekte verkaufen und mithilfe gesammelter Zutaten Gerichte herstellen lassen. Im Spiel wird als Währung der rumänische „Lei“ verwendet.
Die Spieldauer von Resident Evil Village beträgt ca. 10 bis 16 Stunden.

### Mehrspieler
Resident Evil Village enthält beim Kauf von Resident Evil Re:Verse einen Online-Mehrspieler für sechs Spieler. Anders als das Hauptspiel wird das Multiplayer-Spiel aus der Third-Person-Perspektive gespielt. Obwohl es sich technisch gesehen um ein separates Spiel handelt, wurde RE:Verse zum Start nicht separat verkauft.

## Handlung

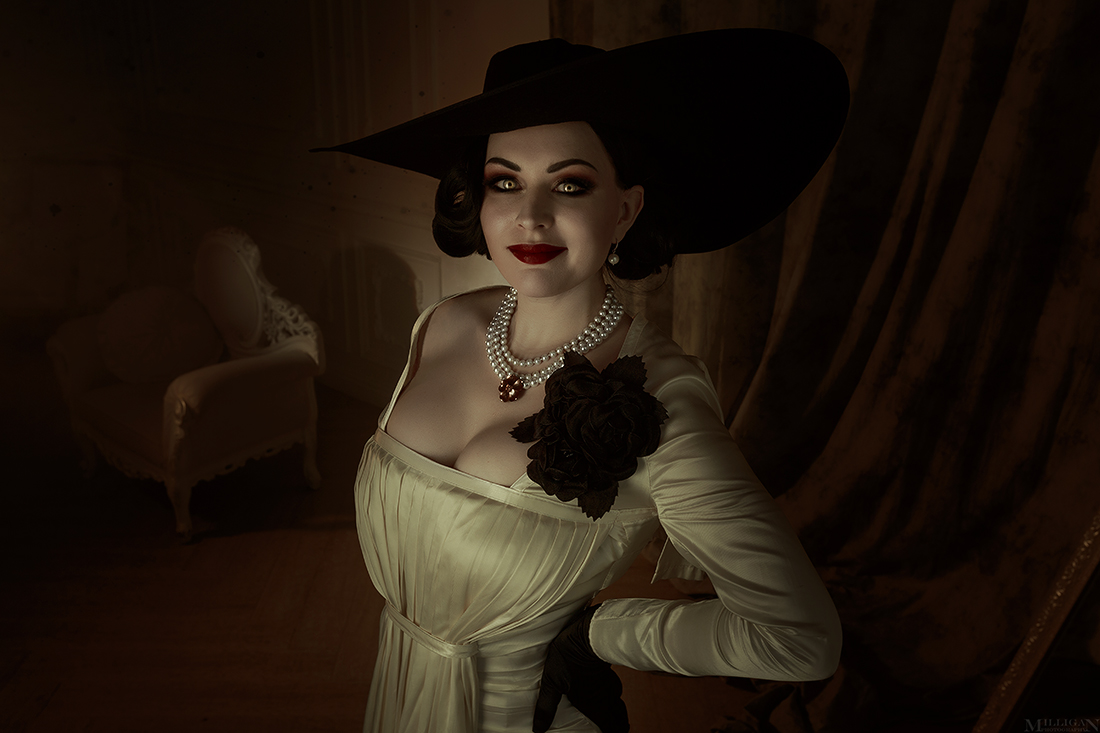
Alcina Dimitrescu

Das Spiel spielt drei Jahre nach den Ereignissen von Resident Evil 7: Biohazard. Ethan Winters ist mit seiner Frau Mia nach Europa gezogen. Sie haben eine kleine Tochter namens Rose. Eines Abends dringt Chris Redfield mit einer Truppe Soldaten in ihr Zuhause ein. Mia wird getötet, während Ethan und seine Tochter verschleppt werden. Auf dem Weg gerät der Wagen, der Ethan transportiert, in einen Autounfall und er bleibt als einziger Insasse am Leben. Nachdem er sich durch einen Wald gekämpft hat, entdeckt er ein heruntergekommenes düsteres Dorf mit einem Schloss in der Ferne. Er findet heraus, dass das Dorf von einer Krankheit heimgesucht wird, welche die Mehrheit der Einwohner in Werwölfe (Lycans), Zombies und ähnliche von (Ost-)Europa und Vampirfilmen bekannten Monster verwandelt hat.
Ethans erste, große Station auf der Suche nach seiner vermissten Tochter Rose führt ihn in das nahegelegene Schloss, das von Lady Dimitrescu und ihren drei Töchtern bewohnt wird. Nachdem er dieses durchquert und zahlreiche Kämpfe überwunden hat, bricht er zu dem Anwesen von Donna Beneviento, einer Puppenmacherin, auf. In diesem wird Ethan alsbald seiner Waffen beraubt und muss sich Rätseln sowie surrealem Horror (ähnlich der SILENT HILL-Reihe) stellen. Der Bosskampf beinhaltet das Suchen nach Donnas Antagonisten-Puppe, und es wird erklärt, dass die Illusionen durch halluzinogene Pollen ausgelöst wurden.
Der dritte Abschnitt spielt zuerst in einer Mine und anschließend in einem Gebiet, das von Wasser und Schleim erfüllt ist. Hier muss man etliche Puzzleaufgaben lösen, um nicht in das Wasser zu fallen und vom mutierten Boss – Moreau – getötet zu werden. Der Bosskampf findet an Land gegen eine riesige Fischmutation statt.
Das letzte gewöhnliche Gebiet besteht aus einer riesigen Fabrik, wo man mit mechanischen Bauteilen und mehreren Ebenen den besten Lösungsweg finden muss. Der Boss des Gebietes ist spezialisiert auf Metall und Magnetismus, und so muss man hier nicht nur ein paar der zähesten Gegner besiegen, sondern genretypisch für letzte (ordinäre) Gebiete auch am meisten Rätsel lösen. Der Bosskampf findet in einem Kampfpanzer statt, da sich der Gegner in ein riesiges Metallmonster verwandelt hat.
Es folgt eine Zwischensequenz, in der Ethan von Mutter Miranda getötet wird. Anschließend folgt eine Traumsequenz, wo Eveline, die Hauptantagonistin des Vorgängers, der Spielfigur erklärt, dass er seit dem Bakers-Vorfall ebenfalls untot sei.
Nun folgt ein Abschnitt, wo man als Chris Redfield, unterstützt von seiner Elite-Eingreiftruppe, das Dorf sichert. Hier verfügt man über unendlich Heilmittel, ausreichend Munition und später sogar Luftunterstützung. Am Ende bringt man an dem Parasiten eine Sprengladung an und findet ein Labor, welches die Geschichte des Spiels aufklärt und mit der Handlung des Serienuniversums verknüpft.
Chris findet und befreit die im Labor gefangene Mia Winters und es wird klar, dass Mutter Miranda Ethan dessen Ehefrau in der letzten Zeit nur vorgespielt hatte.
Es folgt der Endbosskampf, in dem der durch das Virusmutagen regenerierte Ethan einen mehrere Phasen durchlaufenden Kampf gegen Mutter Miranda gewinnen muss.
Ethan, nun im Bewusstsein ebenfalls ein Untoter, wird von Chris zwar gerettet, will aber zurückbleiben und mit der Zerstörung des Virus den Anderen durch sein Opfer die Flucht ermöglichen.
Am Ende macht die Handlung einen Zeitsprung und man sieht Ethans und Mias Tochter Rose Winters als Erwachsene für einen Konzern arbeiten. Wie in der Handlung mehrmals erwähnt, schlummert in Rose die Kraft von Evelines Virus und sie scheint eine Kämpferin zu sein.

## Entwicklung
Resident Evil Village war vor seiner Ankündigung im Juni 2020 etwa dreieinhalb Jahre in Entwicklung. Obwohl es von Capcom als achtes Hauptspiel der Serie anerkannt ist und sein Logo die römische Zahl „VIII“ für 8 enthält, haben die Produzenten den Titel absichtlich so stilisiert, dass die Betonung auf dem „Dorf“-Aspekt und nicht auf der „8“ liegt. In einem Famitsu-Interview erklärten die Produzenten Tsuyoshi Kanda und Peter Fabiano, dass sie das Dorf als einen Charakter im Spiel betrachteten und dies in der Stilisierung des Titels widerspiegeln wollten, damit sich die Spieler daran erinnern würden.
Die erste von zwei Demos wurde am 21. Januar 2021 für die PlayStation 5 unter dem Namen Maiden veröffentlicht.
Capcom kündigte an, dass ein spezielles Gewinnspiel stattfinden wird, bei dem ein kostenloses Resident Evil Village Acryl-Puzzle verlost wird, wenn Twitter-Nutzer den Hashtag #VILLAGE予約 verwenden.
Im Juni 2022 wurde bekannt, dass bereits 6,4 Millionen Einheiten von Resident Evil Village verkauft werden konnten. Capcom gab zudem bekannt, dass die Serie seit ihrem Debüt 1996 insgesamt 100 Millionen Einheiten verkauft hat.
Am 27. Oktober 2022 wurde die Winters-Erweiterung veröffentlicht, welche neue Funktionen und eine neue Geschichte hinzufügt. Es wurde die Möglichkeit hinzugefügt, Ethan in der Hauptstory aus der Third-Person-Perspektive zu steuern, außerdem wurden neue Zusatzmissionen für den Modus Die Söldner hinzugefügt. So ist es nun möglich, bekannte Charaktere aus der Hauptgeschichte wie Alcina Dimitrescu und Karl Heisenberg durch Erfüllen von bestimmten Aufgaben wie etwa eine Reihe von Leveln abzuschließen im Modus zu steuern.
Mitgeliefert wird ebenfalls die Erweiterung Shadows of Rose, welche 25 Jahre nach den Ereignissen von Resident Evil Village spielt und die Geschichte der erwachsenen Rose Winters erzählt, die mithilfe eines Unbekannten ihre Kräfte loswerden will. Die Erweiterung fügt neben einer neuen Geschichte, die etwa 3,5 Stunden lang ist, auch neue Gegner wie etwa den „Masken-Duke“ hinzu und die Fähigkeit, sich mit Roses Kräften gegen die Gegner zu verteidigen. Auch die bekannten Schauplätze wie etwa das Schloss und das Puppenhaus kehren im DLC zurück. Des Weiteren wurde wieder ein Abschnitt eingebaut, indem der Spieler nur durch Schleichen und das Lösen von Rätseln weiterkommt.

## Synchronisation
Die Lokalisierung erfolgte durch die Synthesis Deutschland GmbH in Hamburg.
| Rolle                | Englischer Sprecher | Deutscher Sprecher                       |
| -------------------- | ------------------- | ---------------------------------------- |
| Ethan Winters        | Todd Soley          | Marc Oliver Schulze                      |
| Mia Winters          | Katie O'Hagan       | Isabella Bartdorff                       |
| Chris Redfield       | Jeff Schine         | Michael-Che Koch                         |
| Der Duke             | Aaron LaPlante      | Rüdiger Schulzki Kai-Henrik Möller (DLC) |
| Mutter Miranda       | Michelle Lukes      | Kerstin Draeger                          |
| Karl Heisenberg      | Neil Newbon         | Martin Sabel                             |
| Salvatore Moreau     | Jesse Pimentel      | Christos Topulos                         |
| Angie                | Paula Rhodes        | Lara Trautmann                           |
| Eveline              | Paula Rhodes        | Lara Trautmann                           |
| Donna Beneviento     | Andi Norris         | Tanja Dohse                              |
| Alcina Dimitrescu    | Maggie Robertson    | Anne Moll                                |
| Bela Dimitrescu      | Bekka Prewitt       | Sara Kelly-Husain                        |
| Cassandra Dimitrescu | Jeanette Maus       | Manuela Bäcker                           |
| Daniela Dimitrescu   | Nicole Tompkins     | Leoni Kristin Oeffinger                  |
| Elena                | Nicole Tompkins     | Nadine Schreier                          |
| Die Hexe             | Carol Stanzione     | Ulrike Johannson                         |
| Leonardo             | Robert Fleet        | Achim Buch                               |
| Luiza                | Sara Coates         | Tanja Dohse                              |
| Anton                | Dove Meir           | Guido Zimmermann                         |
| Sebastian            | Conner Marx         | Jesse Grimm                              |
| Roxana               | Jeanette Maus       | Sara Kelly-Husain                        |
| Iulian               | Jesse Pimentel      | Daniel Axt                               |
| Rose Winters         | Jeannie Tirado      | Leonie Landa                             |

## Bewertung
Resident Evil Village erhielt laut dem Bewertungsportal Metacritic auf allen Plattformen „allgemein positive Kritiken“ von den Kritikern.
Mehrere Kritiker wiesen auf das im Vergleich zu Resident Evil 7 stärker auf Action ausgerichtete Gameplay hin und verglichen den Richtungswechsel mit dem von Resident Evil 4. Phil Hornshaw von GameSpot schrieb, dass sich Resident Evil 7 seiner Meinung nach an das „düstere und gruselige Spukhaus“-Setting von Resident Evil anlehnte, während sich Village an dem „schnelleren, panischeren“ Resident Evil 4 orientierte. Hornshaw lobte die neue Richtung, die das Spiel eingeschlagen hat, und meinte, dass die bemerkenswerte Abweichung von Resident Evil 7 das Spiel zu einer funktionierenden Fortsetzung machte. Tristan Ogilvie von IGN sah das Spiel als gelungene Kombination der besten Action-Elemente aus Resident Evil 4 mit dem modernen Design von Resident Evil 7. Leon Hurley von GameRadar hingegen sah den neuen Ansatz kritisch und bezeichnete es als schade, dass der Titel „eines der 'Nicht-Horrorspiele' Resident Evils“ sei. Spätere Abschnitte des Spiels wurden wegen ihrer Betonung der Action gemischt beurteilt. Ogilvie lobte die letzten Kapitel für ihre „chaotischen Gemetzel“, die ihn an eine Call-of-Duty-Kampagne erinnerten, während sowohl Hornshaw als auch Hurley die Abschnitte als zu actionlastig kritisierten und sie negativ mit Call of Duty und den „schlimmsten actionlastigen Abschnitten“ von Resident Evil 6 verglichen.
Auch von der GameStar wurde Resident Evil Village positiv aufgenommen und sie vergaben 88 von 100 Punkten. Sie schreiben, dass die Spielwelt von Resident Evil Village unfassbar schön und atmosphärisch geraten sei sowie die Vielfalt, mit der sie daherkommt und dass sie zahlreiche interessante und Orte beherbergt. So lohnt es sich zu jedem Zeitpunkt in altbekannte Gebiete zurückzukehren und vorher unzugängliche Bereiche freizulegen, um dafür zusätzliche Items oder Schätze zu erhalten. Resident Evil Village sei ein herausragend motivierendes Entdeckerabenteuer, das auch noch unglaublich gut aussieht. Auch der Modus Die Söldner wurde positiv hervorgehoben und es sei „Der beste Söldner-Modus seit Resident Evil: Revelations 2“. Kritisiert wurden hingegen die Story, im Speziellen „aufgesetzte Plot-Twists“, die Kämpfe, insbesondere das „Unbefriedigene Trefferfeedback“, welches nicht immer optimal reagiert und vor allem der Hauptcharakter Ethan Winters, welcher „blass und langweilig bleibt“. Auch die deutsche Vertonung, im Speziellen vom Hauptcharakter Ethan wurde kritisiert und sie mache die „allgemeine Atmosphäre und Immersion“ kaputt und rät dazu, das Spiel auf Englisch mit deutschen Untertiteln zu spielen.

„Die Spielwelt von Resident Evil 8 ist unfassbar schön und atmosphärisch geraten. Positiv überrascht hat mich außerdem die Vielfalt, mit der sie daherkommt. Ohne zu viel zu verraten: Schloss und Dorf sind nicht die einzigen Augenweiden von Village.“

Auch die GamePro lobte Resident Evil Village überwiegend. So greift man das Konzept, das in Resident Evil 7 so wunderbar funktionierte, wieder auf und erweitere es um eine größere Spielwelt, mehr Umfang und einige überraschende Variationen der Spielmechanik. Gelobt wurde, dass jeder Spielabschnitt einen eigenen Stil hat. Resident Evil Village bietet ein „motivierendes Crafting-System“ und ein „Best of aus Stealth- und Action-Gameplay“. Auch die GamePro kritisiert die Story und bezeichnete sie für Resident-Evil-Verhältnisse als zu „trashig“, ebenso wurde der Hauptcharakter kritisiert und als „austauchbar“ bezeichnet. Die deutsche Vertonung wurde hingegen als „gut“ bewertet.

„Resident Evil Village für mich insgesamt ein schönes Spielerlebnis, das zwar mit der eigentlichen Serie beinahe nichts mehr zu tun hat, aber exzellent unterhält.“

Computer Bild zog ein ähnliches Fazit und vergab eine 2,1 Bewertung. Sie loben die Spielwelt, die gelungene Musik sowie hervorragend gewählte Soundeffekte. Positiv hervorgehoben wurde auch, dass das Spiel „spielerisch überraschend und abwechslungsreich“ sei. Bemängelt wurde hingegen, dass das Spiel den gleichen Fehler wie bereits vor neun Jahren Resident Evil 6 begehe und sich Resident Evil Village immer weiter vom Horror entferne und aus dem Spiel „beinahe einen Ego-Shooter“ mache. So bietet das Spiel im letzten Kapitel nur „ausufernde Ballerei“ statt richtigen Horror.

„Somit ist "Resident Evil Village" ein gutes Spiel, aber keine Revolution wie der erste, der vierte oder der siebte Teil der Saga.“

Ein etwas weniger positives Fazit zieht Christian Dörre von der PC Games. Seiner Meinung nach sind die verschiedenen Grusel-Abschnitte zunächst gut umgesetzt, machen Laune und wecken gleichzeitig eine Erwartungshaltung für das, was noch kommen wird. Genau wie bei der Story, gelinge es Resident Evil: Village jedoch nicht, diese Qualität aufrechtzuerhalten. Schon anfangs gibt es recht viel Action, doch nach einer Weile wird der Titel „fast schon zur Schießbude“. So wirke das Spiel an manchen Stellen eher wie ein Call of Duty mit Monstern und weniger wie ein Teil der renommierten Survival-Horror-Reihe. Auch wäre das Spiel selbst auf dem Schwierigkeitsgrad „Normal“ zu leicht. So erhalte man stets so viel Medizin, Munition und Geld, dass man eigentlich nie in „die Hektik und Panik eines wahren Kampfes ums Überleben“ kommt. Dennoch seien die Bossgegner „hervorragend inszeniert“, glänze mit einem „interessanten Setting und vor allem sehr gutem Pacing“ und „wunderbar detaillierten Charaktermodellen sowie mit allerhand stimmungsvollen und schönen Lichteffekten“.

„Village ist ein schnell verdaulicher, etwas doofer, aber unterhaltsamer moderner Popcorn-Horror-Streifen.“